# إيليزا بروملي
إيليزا بروملي (بالإنجليزية: Eliza Bromley)‏ (1784 - 1803)؛ روائية إنجليزية.